# Тулліо Пінеллі
Тулліо Пінеллі (італ. Tullio Pinelli; * 24 червня 1908, Турин — † 7 березня 2009, Рим) — італійський драматург і сценарист.
З його ім'ям пов'язані багато з найзнаменитіших італійських фільмів, що вийшли на екрани з 40-х по 90-і роки. Разом з Федеріко Фелліні Пінеллі працював над такими фільмами як «Білий шейх», «Солодке життя», «Вісім з половиною», «Джинджер і Фред», «Дорога». Писав Пінеллі сценарії і для інших відомих італійських постановників, зокрема, П'єтро Джермі і Маріо Монічеллі.